# Anders Forsbrand

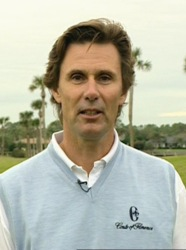
Anders Forsbrand

Anders Forsbrand, född 1 april 1961 i Filipstad, är en svensk golfspelare.
Forsbrand blev professionell 1981 och har vunnit sex tävlingar på PGA European Tour samt tre lagtävlingar tillsammans med Helen Alfredsson och Michael Jonzon. Han vann sin första seger på Europatouren 1987 och det var den första svenska slagspelssegern på touren. Han deltog i två majors 1992 då han blev 9:e man i PGA Championship och 33:e i US Open. 1993 deltog han i samtliga fyra majors med en elfteplats i The Masters Tournament som bäst. 1994 deltog han i The Open Championship där han slutade på fjärde plats.
2004 var han vice kapten för det europeiska Ryder Cup-laget som leddes av Bernhard Langer.
Sedan 2002 är han huvudansvarig för Forsbrand BRIS Golf som är en rikstäckande tävling där hela överskottet går till Bris för stöd till utsatta barn.
Forsbrand arbetar även som banarkitekt och har bland annat ritat Kings Course på Kungsängens GK.

## Meriter

### Segrar på Europatouren
- 1995 Mercedes German Masters
- 1994 Moroccan Open
- 1992 Cannes Open, Volvo Open Di Firenze
- 1991 Volvo Open Di Firenze
- 1987 Canon European Masters

### Segrar i Sverige
- 1982 PGA-mästerskapet
- 1983 Stiab GP
- 1984  Gevalia Open (Teliatouren), Swedish International (Teliatouren)

### Segrar i lagtävlingar
- 1991 World Cup (med Per-Ulrik Johansson), Benson & Hedges Trophy (med Helen Alfredsson), Dunhill Cup
- 1992 Equity & Law Challenge (med Michael Jonzon)
- 1997 Equity & Law Challenge (med Michael Jonzon)

### Utmärkelser
- 1984 Elitmärket, Årets golfare, Order of Merit
- 1986 Order of Merit
- 1987 Årets golfare, Order of Merit
- 1988 Order of Merit
- 1992 Guldklubban, Årets golfare, Order of Merit